# Tonantins
Tonantins is een gemeente in de Braziliaanse deelstaat Amazonas. De gemeente telt 20.286 inwoners (schatting 2009).